# باري ستيفنز (معالجة نفسية)
باري ستيفنز (بالإنجليزية: Barry Stevens)‏ هي معالجة نفسية أمريكية، ولدت في 1902، وتوفيت في 1985.